# Shayne Pattynama
Shayne Pattynama (Lelystad, 11 augustus 1998) is een Indonesisch-Nederlands profvoetballer die doorgaans als linkervleugelverdediger speelt. Hij verruilde Viking FK in de winter van 2024 voor KAS Eupen. Pattynama debuteerde in juni 2023 als international van het Indonesisch voetbalelftal.

## Carrière

### Jong FC Utrecht
Shayne Pattynama speelde in de jeugd van AFC Ajax en FC Utrecht. Op 21 augustus 2017 debuteerde hij bij Jong FC Utrecht in het betaald voetbal, in de met 0-3 verloren thuiswedstrijd tegen FC Oss. Hij begon in de basis en werd in de 67e minuut vervangen door Karim Loukili. Hij scoorde zijn eerste en enige doelpunt voor Jong Utrecht op 11 februari 2019, in de met 2-4 verloren thuiswedstrijd tegen Go Ahead Eagles. Hij speelde in totaal 41 wedstrijden voor Jong FC Utrecht.

### Telstar
Na twee seizoenen maakte hij in 2019 de overstap naar competitiegenoot Telstar. Daar maakte hij op 10 oktober tegen Almere City zijn debuut. Op 17 januari 2020 was hij tegen Excelsior Rotterdam goed voor zijn eerste doelpunt en assist in het shirt van Telstar in een 3-3 gelijkspel. Zijn tweede seizoen bij Telstar begon hij goed door in de tweede speelronde twee keer te scoren in een 2-3 overwinning op FC Eindhoven. In totaal speelde Pattynama 47 wedstrijden voor Telstar, waarin hij goed was voor vijf goals en vijf assists.

### Viking FK
Per 1 april 2021 maakte Pattynama de overstap naar Viking FK, dat uitkwam op het hoogste niveau van Noorwegen. Hij maakte op 13 mei tegen Rosenborg BK zijn debuut. Op 13 juni scoorde hij tegen Vålerenga IF tijdens een invalbeurt van één minuut zijn eerste doelpunt voor de club. Hij was goed voor twee goals en vijf assists in zijn eerste seizoen. Op 21 juli 2022 maakte hij tegen Sparta Praag zijn debuut in de kwalificatiefase van de Conference League. Nadat hij de Tsjechische club uitschakelde, won Pattynama ook van Sligo Rovers, maar werd het in de derde ronde uitgeschakeld door FCSB. In totaal speelde Pattynama 89 wedstrijden voor Viking, waarin hij tot drie goals en twaalf assists kwam.

### KAS Eupen
In de winter van 2024 streek Pattynama transfervrij neer bij KAS Eupen. Daar maakte hij op 4 februari tegen KV Mechelen zijn debuut. Hij speelde zes wedstrijden, maar degradeerde met Eupen uit de Eerste klasse A.

## Statistieken
| Seizoen                      | Club            | Competitie      | Competitie | Competitie | Beker | Beker | Overig | Overig | Totaal | Totaal |
| Seizoen                      | Club            | Competitie      | Wed.       | Dlp.       | Wed.  | Dlp.  | Wed.   | Dlp.   | Wed.   | Dlp.   |
| ---------------------------- | --------------- | --------------- | ---------- | ---------- | ----- | ----- | ------ | ------ | ------ | ------ |
| 2017/18                      | Jong FC Utrecht | Eerste divisie  | 17         | 0          | –     | –     | –      | –      | 17     | 0      |
| 2018/19                      | Jong FC Utrecht | Eerste divisie  | 24         | 1          | –     | –     | –      | –      | 24     | 1      |
| 2019/20                      | Telstar         | Eerste divisie  | 18         | 1          | 1     | 0     | –      | –      | 19     | 1      |
| 2020/21                      | Telstar         | Eerste divisie  | 27         | 4          | 1     | 0     | –      | –      | 28     | 4      |
| 2021                         | Viking FK       | Eliteserien     | 24         | 2          | 5     | 0     | –      | –      | 29     | 2      |
| 2022                         | Viking FK       | Eliteserien     | 18         | 0          | 4     | 0     | –      | –      | 22     | 0      |
| 2023                         | Viking FK       | Eliteserien     | 28         | 1          | 4     | 0     | 6      | 0      | 38     | 1      |
| 2023/24                      | KAS Eupen       | Eerste klasse A | 6          | 0          | 0     | 0     | –      | –      | 6      | 0      |
| 2024/25                      | KAS Eupen       | Eerste klasse B | 16         | 0          | 1     | 0     | 0      | 0      | 17     | 0      |
| Carrièretotaal               | Carrièretotaal  | Carrièretotaal  | 178        | 9          | 16    | 0     | 6      | 0      | 200    | 9      |
| Bijgewerkt op 14 maart 2025. |                 |                 |            |            |       |       |        |        |        |        |

## Interlandcarrière
Als kind van een Indonesische vader en een Nederlandse moeder, kon Pattynama uitkomen voor het nationale elftal van Indonesië.  In februari 2022 had hij voor het eerst contact met de bondscoach van Indonesië, maar uiteindelijk duurde het januari 2023 dat hij daadwerkelijk genaturaliseerd werd. Hij debuteerde op 19 juni in een oefeninterland tegen Argentinië. Op 16 november scoorde hij tegen Irak zijn eerste doelpunt voor Indonesië.